# 청두 J-20
청두 J-20 (殲-20, Jian-20, 섬-20)은 중화인민공화국이 개발한 제5세대 스텔스 전투기이다. 2010년 12월 최초로 공개되었고, 2011년 1월 11일 시험비행에 성공하였다. 이 전투기는 2017년 3월 10일에 실전배치되었다.

## 개발
중화인민공화국은 1990년대부터 J-XX라고 불린 스텔스 전투기 제작 프로젝트를 개시하였으며 J-20은 그 결과중의 하나이다. 2010년 12월 30일 그 모습이 공개되었고 2011년 1월 11일 20여분의 시험비행에 성공하였다. 미국의 군사전문가들은 중국의 스텔스기는 2020년 쯤에야 개발될 것이라고 예상하였으나, J-20은 이 예상을 깨고 10년 앞당겨 개발되었다.

## 평가
러시아 군사 전문가인 일리야 크람니크는 중국의 항공기 제작기술이 미국이나 러시아에 비해 아직 10-15년 정도 뒤떨어져 있어서 J-20의 제조에는 외국의 부품이 필수적일 것이나, 가격면에 있어서는 미러 양국의 50-80%의 비용으로 생산될 수 있을 것이라고 평가했다. 이런 가격 경쟁력때문에 J-20은 중국의 전통적 우방인 파키스탄이나 다른 제3세계 국가들에는 매력적일 선택이 될 것이라고 예상했다. 미국 군사 전문가들은 주요 무장이 F-35보다 뛰어나고 F-22를 필적할 수준이라고 전했다.
다른 군사 평론가 빌 스윗맨은 중국이 생산한 다른 전투기와 마찬가지로 J-20도 생산에 필요한 조건에 도달하는 데 어려움을 겪을 것이라고 예상했다.
국제전략연구소 (IISS)의 게리 리 연구원은 J-20이 미국의 스텔스 전투기인 F-22의 스텔스 기능보다는 못하지만 중국의 전략적 목표에 부응하는 데는 문제가 없을 것이라고 전망하였다.J-20이 탑재한 공대공 미사일은 공대공 미사일 AIM-9X의 성능에 필적한다.

### 엔진 국산화 문제
5세대 전투기로서 중요한 요건은 엔진 능력이다. 중국 인민해방군은 2020년부터 J-20을 대규모로 도입하고 있다. 스펙상 F-35에 탑재되는 엔진보다 앞선 중국산 WS-15 엔진의 개발이 늦어짐에 따라, 초기 물량은 여전히 러시아제 새턴 AL-31 엔진을 사용하는 것으로 알려졌다.

### 스텔스 문제
카나드를 달고 있어 레이더에 피탐되는 면적이 넓을 것이란 전문가들의 지적이 많은 편이다. 서방 전문가들은 J-20의 스텔스 능력이 F-22, F-35보다 낮을 것이라 예상한다. 물론 각 기체의 정확한 스텔스 성능은 모든 국가의 기밀이므로 정확히 알려진 데이터는 없다.

#### 중국-인도 국경 피탐 사건
2018년 인도군은 중국군의 J-20을 지상 레이더와 수호이 Su-30 레이더로 탐지하는 데 성공했다고 주장했다. 더불어 "J-20은 스텔스기가 아닌 일반 전투기와 레이더 상에서 별 차이도 없다.", "J-20을 탐지하기 위해 기존 레이더에서 특별히 다른 기술이 필요한 것도 아니다."고 주장했다. 반면 중국군은 인도군이 탐지한건 다른 기종이라고 주장한다.

## 디자인
J-20은 단좌식 쌍발전투기이다. 그리고 같은 스텔스기인 러시아의 수호이 Su-57이나 미국의 F-22보다는 조금 더 크다. 빌 스윗맨은 기체 길이 23m, 날개 폭 14m, 그리고 추력은 34,000kg-36,000 kg정도로 추정했다. 프로토 타입의 엔진은 러시아제 새턴 117S 엔진으로 추정된다. 중국은 J-20에 13,200 kg의 추력을 갖는 중국제 WS-10 엔진 두 개와 이에 연결된 추력 편향 노즐(thrust vector nozzle)이 쓰였다고 밝혔다. 하지만 WS-10 엔진이 여러 문제로 초기 물량에서 러시아제 AL-31F 터보팬 엔진을 사용한 것으로 알려졌다. 이후 중국산 WS-15 엔진이 완성되어 이후 물량은 이 엔진으로 대량생산 체제에 들어간 것으로 알려지고 있다.

## 배치
J-31은 구형 J-7 전투기를 대체할 것으로 보이며, J-20은 J-8 전투기와 Su-27의 초기형을 대체할 것으로 보인다.

## 제원
일반 특성
- 승무원: 1 명
- 길이: 20 m (66.8 ft)
- 날개폭: 13 m (44.2 ft)
- 높이: 4.45 m (14 ft 7 in)
- 날개면적: 78 m2 (840 sq ft)
- 경하중량: 19,391 kg (42,750 lb)
- 만재중량: 32,092 kg (70,750 lb)
- 최대이륙중량: 36,288 kg (80,001 lb)
- 연료탑재량: 11,340 kg (25,000 lb)
- 엔진: 2 × 선양 WS-10G (시제기), AL-31F (시제기), Xian WS-15 (양산기) 애프터버너 터보팬 엔진
  - 드라이 추력: 76.18 kN (17,125 lbf) 각각
  - 애프터버너 추력: 122.3 또는 179.9 kN (27,500 또는 40,450 lbf)

성능
- 최대속도: 2,100 km/h (1,305 mph; 1,134 kn)

무장
- PL-10 단거리 공대공 미사일
- PL-12 중거리 공대공 미사일

#### 항전장비
- Type 1475 (KLJ-5) AESA 레이다 : 250km~270km

## 같이 보기
- KF-21
- 5세대 전투기